# Cmentarz parafialny w Jadowie
Cmentarz w Jadowie lub cmentarz parafialny w Jadowie; właściwie cmentarz parafii św. Jakuba Apostoła – cmentarz rzymskokatolicki w mieście Jadów w powiecie wołomińskim, w województwie mazowieckim.
Na cmentarzu znajduje się między innymi grób załogi samolotu RWD-14 Czapla strąconego 8 września 1939 roku pod Jadowem w trakcie polskiej wojny obronnej września 1939. W grobie spoczywa kpr. pil. Jan Gryc. Tablica nagrobna podaje, że w grobie spoczywa również zestrzelony z nim por. obs. Kazimierz Nowak, jednak ten przeżył rozbicie samolotu i zmarł w wyniku odniesionych ran dopiero 4 października 1939 w Szpitalu Ujazdowskim w Warszawie (został pochowany na przyszpitalnym cmentarzu, a następnie ekshumowany i pochowany na Cmentarzu Wojskowym na Powązkach w Warszawie).

## Znane osoby pochowane na cmentarzu
- Tadeusz Bednarski (1924–1996) – polski specjalista budowy i eksplantacji maszyn i obróbki plastycznej metali, prof. zw. dr hab.[2]
- Leon Bokiewicz (1820–1879) – polski lekarz i etnograf[3]
- Ludwik Wiśniewski (1867–1942) – polski lekarz, ziemianin, polityk, poseł na Sejm[4]